# 道下眞弘
道下 眞弘（みちした まさひろ、1961年1月28日 - ）は、日本の起業家、ベンチャーキャピタリスト。内科医、医学博士（京都大学、1991年）、細胞生物学者。福井県福井市出身。

## 略歴
- 1979年 福井県立藤島高等学校卒業。
- 1985年 金沢大学医学部医学科卒業。京都大学医学部附属病院内科研修医。
- 1987年 京都大学大学院医学研究科博士課程入学。京都大学医学部附属病院第一内科（現：血液腫瘍内科）入局[1]。京都大学胸部疾患研究所（現：京都大学医生物学研究所）細胞生物学部門永田和宏教授（タンパク品質管理研究の権威[2]、HSP47の発見者[3]、現・京都産業大学総合生命科学部生命システム学科教授）に師事、The Journal of Biological Chemistry等に論文発表[4]。
- 1991年 医学博士号（京都大学）取得。ハーバード大学医学部マサチューセッツ総合病院腎臓内科学リサーチフェロー。Dr. M. Amin Arnaout（ハーバード大学医学部マサチューセッツ総合病院腎臓内科学教授。ハーバード大学医学部白血球・炎症細胞生物学&発生・再生生物学ディレクター。先天性白血球細胞接着分子欠損症の発見者[5]、Mac-1α鎖[CD11b]の全アミノ酸配列・構造決定者[6]、αVβ3の構造決定者[7]）に師事、β2インテグリンCD11b/CD18の構造と機能に関する研究成果をCell, The Journal of Immunologyに発表[8][9]。
- 1993年 P&G Far East Inc.（現：P&G Japan）薬事臨床開発部。
- 1995年 エーザイ株式会社臨床開発部。
- 1997年 株式会社日本合同ファイナンス（現：ジャフコ）国際営業部ライフサイエンス投資担当。Inspire Pharmaceuticals（ノースカロライナ州）[10]取締役。
- 1999年 株式会社パシフィック・リム・ベンチャーズ創業。
- 2000年 株式会社リクルートテクノロジーマネジメント開発室（現：テックマネッジ株式会社）アドバイザー。
- 2002年 株式会社スカイライト・バイオテック創業。あきたアカデミーベンチャーファンド組成。
- 2003年 東北大学先進医工学研究機構（現：未来医工学治療開発センター）タスク選定委員。
- 2004年 株式会社UMNファーマ創業。秋田大学産学連携推進機構客員教授。
- 2009年 株式会社Clio創業。
- 2012年 株式会社UMNファーマが東京証券取引所マザーズ市場に株式上場[11][12][13]。
- 2013年 株式会社免疫生物研究所が株式会社スカイライト・バイオテックを買収。
- 2015年 三菱ケミカルホールディングス傘下の株式会社生命科学インスティテュートが株式会社Clioを買収[14]。株式会社CURED創業。

## 著書・寄稿文
- 白血病細胞の分化誘導療法－基礎から臨床へ [共著、中外医学社] 1990年
- 実験医学 Current Topics - 新しいサイトカインLIF:Leukemia Inhibitory Factor (白血病阻止因子) [共著、羊土社] 1990年
- On the regulation of β2 integrins - Advances in Experimental Medicine and Biology [共著、Springer] 1992年
- Genetic Abnormalities in Leukocyte Adhesion Molecule Deficiency - New Concepts in Immunodeficiency Diseases [共著、John Wiley & Sons] 1993年
- 新春展望2013 - 世界ナンバーワンを目指す [日経バイオテク] 2013年1月2日[15]

## 講演
- “基礎研究の実用化のためのベンチャー起業” 愛知県産業労働部・愛知県がんセンター・愛知県心身障害者コロニー発達障害研究所主催 知的財産セミナー （2005年2月）
- “知財活動における中小大学の連携の模索” パネル討議 東北地域大学等知的財産連絡会議（2009年11月）
- “ベンチャー起業の条件” 京都大学グローバルCOE理学研究科生物科学専攻 第7回キャリアパス講演会（2010年6月）
- “日本におけるバイオベンチャーの起業・経営・展望” 日本生物高分子学会特別講演（2012年9月）
- “バイオベンチャーのグローバル戦略と人材育成” 文部科学省「グローバル人材育成推進事業」福井大学キックオフセミナー・グローバル化の展開と人材育成（2013年2月）
- “地方発バイオベンチャーが成功するための条件” 秋田大学発ベンチャー起業セミナー（2013年3月）
- “モダンワクチンの開発” ワクチンの現状と今後の動向 CPhI JAPAN 国際医薬品原料・中間体展2013（2013年4月）
- “Development of Highly-Purified Recombinant Influenza Vaccine Made Using Insect Cell Culture System ” Cell Culture Engineering World Asia held in Singapore（2013年6月）
- “地方で新しいライフサイエンスビジネスを成功させるには” 鳥取県産業振興機構とっとりバイオフロンティア主催 人材育成セミナー（2014年10月）

## 関連人物
- 松下修三 - 熊本大学エイズ学研究センター教授（株式会社CUREDのscientific founder)
- 岡崎三代 - 東京医科歯科大学名誉教授（ゲル濾過HPLC法によるリポタンパク分析の世界的権威。株式会社スカイライト・バイオテックのscientific founder）
- 出澤真理 - 東北大学大学院医学系研究科・医学部細胞組織学分野教授（生体由来多能性幹細胞ミューズ細胞の発見者。株式会社Clioのscientific founder）
- 山口正洋 - 高知大学医学部生理学講座統合生理学教授（前東京大学大学院医学系研究科機能生物学専攻生理学講座講師、論文共著者）
- 中村暢宏 - 京都産業大学総合生命科学部教授（論文共著者）
- 鈴木聡 - 神戸大学大学院医学研究科生化学・分子生物学講座教授（前九州大学生体防御医学研究所ゲノム機能制御学部門教授、共同研究者）
- Vibeke Videm - Department of Laboratory Medicine, Children's and Women's Health, Norwegian University of Science and Technology（論文共著者）
- Hamid Rabb - Professor of Medicine, Physician Director of the Kidney and Pancreas Transplant Program, Johns Hopkins University School of Medicine（論文共著者）